# GSGI
GSGI (Gestão de Serviços Globalmente Integrada) é um modelo de gestão criado pela IBM na década de 1990.

## Diferenças
Difere da definição clássica de multinacional dada por Alfred D. Chandler e da definição de transnacional apresentada por Julian Birkinshaw.
O modelo clássico de multinacional apresentava uma deficiência que é a transferência de conhecimento em um só sentido (da matriz para a subsidiária). O aumento de concorrência por volta da década de 1980 criou organizações onde as soluções ditadas pela matriz não se aplicavam, competitivamente, à realidade do país onde uma determinada subsidiária estava instalada.
Isto pressionou as subsidiárias à serem cada vez mais independentes da matriz, gerando as Transnacionais. A Transnacional é construída sobre a perspectiva assume que os gerentes da subsidiária entendem melhor o mercado local do que a matriz, e que sabem o melhor papel que a subsidiária deve desempenhar.

## Origem
A GSGI surgiu devido a três principais fatores:
- avanços na tecnologia da informação e comunicação;
- abertura de mercado global;
- concorrência com as empresas indianas de TI.

## Características do modelo
A GSGI é um modelo de gestão internacional de serviços que aproveita a mão de obra de baixo custo e o capital intelectual onde houver a melhor oferta. Baseia-se na constituição de centros de prestação de serviços nas regiões que forneçam estes recursos a baixo custo. Diferentemente de empresas de manufatura, na área de serviços a fonte prestadora pode ser alterada de um país para outro com agilidade.
Para que o trabalho possa ser fornecido de várias localidades, ele deve ser dividido e especializado, de modo que padrões globais possam ser criados. Assim tem-se garantia de qualidade em ambientes multiculturais. Estes padrões também criam a possibilidade de controle maior da matriz sobre as subsidiárias, de modo que o serviço prestado a um cliente possa ser transferido para a unidade que tenha a melhor relação "custo benefício".
Logo, a GSGI mescla aspectos da Multinacional e Transnacional, criando um novo modelo de gestão que se aplica a vários tipos de serviços (de Tecnologia da Informação a Análises financeiras, por exemplo). Por ser um novo modelo, a GSGI ainda está em definição mas já se mostra bastante sólida para a gestão global.